# Jean-Jacques Chevrier
Œuvres principales
784 Proverbes et dictons du Poitou et 439 expressions populaires en Poitou-Charentes-Vendée
Jean-Jacques Chevrier est un auteur d'expression poitevine-saintongeaise, dans une de ses variantes poitevines de la Vienne, celle du nord-est Civraisien. Spécialiste du poitevin-saintongeais il est né en 1945 à Gençay. Il est diplômé de l’EHESS et titulaire d’un DEA d’ethno-linguistique. 
On lui doit des chansons dont certaines publiées dans les anthologies Écrivajhes (1985) et Paroles d’Oïl (1995). C'est un militant de l'UPCP, association au sein de laquelle il milite via l'atelier parlange et l'association La Marchoise de Gençay.

## Livres bilingues poitevin-français
- 784 Proverbes et dictons du Poitou, Geste Éditions, 1995,  (ISBN 2-910919-13-7)
- 47 jouets traditionnels à fabriquer dans la nature, Geste Éditions, 1998,  (ISBN 2-910919-65-X)
- Insultes, jurons et gros mots en Poitou-Charentes-Vendée, dessins de Luc TURLAN. Geste Éditions, 2004.  (ISBN 2-84561-159-5)
- 439 expressions populaires en Poitou-Charentes-Vendée, Geste Éditions,  (ISBN 2-84561-019-X)
- Petit imagier de Poitou-Charentes-Vendée, Geste Éditions, 2001.  (ISBN 2-84561-021-1)
- Expressions érotiques en Poitou-Charentes-Vendée, Geste Éditions, 400 p, 2005.  (ISBN 2-84561-219-2)
- On lui doit également les versions en poitevin de contes traditionnels relatifs aux oiseaux publiés dans l’édition 2007 du calendrier édité par le « Groupe de travail Langues régionales (poitevin-saintongeais et occitan) » auprès du conseil régional de la région Poitou-Charentes : 2007 Lés jhours de l’annàie, Prdéque lés oseas… ?

Avec Michel Gautier : Le Poitevin-saintongeais Langue d’oïl méridionale, Geste Éditions et Bureau Européen pour les langues moins répandues, 2002.  (ISBN 2-84561-076-9)